# Tasmarubrius truncus
Tasmarubrius truncus là một loài nhện trong họ Amphinectidae. Loài này phân bố ở Tasmanië.